# Karl Mayer-Eymar

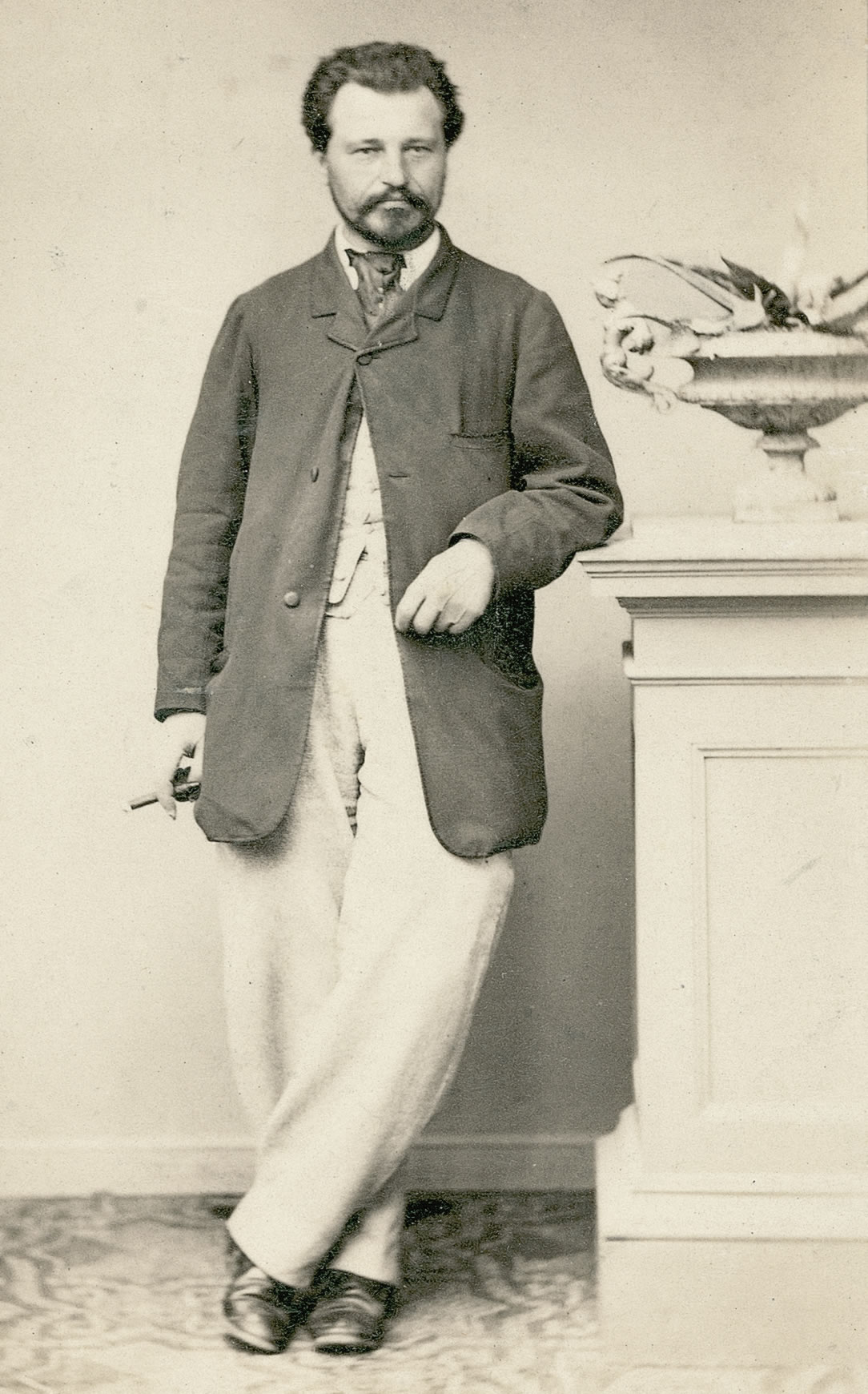
Karl Mayer-Eymar

Karl David Wilhelm Mayer-Eymar (Eymar ist ein Anagramm des Namens Mayer; * 29. Juli 1826 in Marseille; † 25. Februar 1907 in Zürich) war ein Schweizer Geologe und Paläontologe.

## Leben und Wirken
Karl Mayer-Eymar studierte Geologie und Paläontologie in Zürich und Paris; 1866 wurde er promoviert. Von 1857 bis 1864 sowie von 1867 bis 1896 war er Privatdozent am Polytechnikum Zürich sowie Konservator der geologisch-paläontologischen Sammlung (Universität Zürich).
Als systematischer Sammler trug er für die Sammlungen der ETH die gigantische Anzahl von über 500.000 Fossilien zusammen, vorrangig Mollusken und Brachiopoden.
Mayer-Eymar war von 1875 bis 1906 außerordentlicher Professor für Stratigrafie und Paläontologie an der Universität Zürich.

## Hauptwerk
- Systematisches Verzeichniss der Kreide- und Tertiär-Versteinerungen der Umgegend von Thun nebst Beschreibung der neuen Arten. Bern: Schmidt & Francke, 1887.

## Archive
- Hochschularchiv der ETH Zürich: Digitalisierter Nachlass Karl Mayer-Eymar in e-manuscripta.